# الحروب العثمانية في إفريقيا

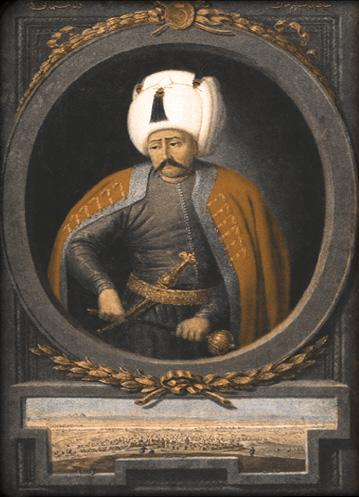
السلطان سليم الأول

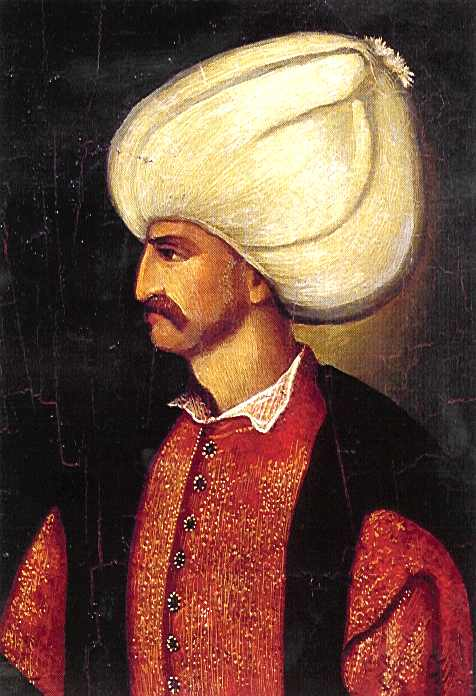
السلطان سليمان الأول

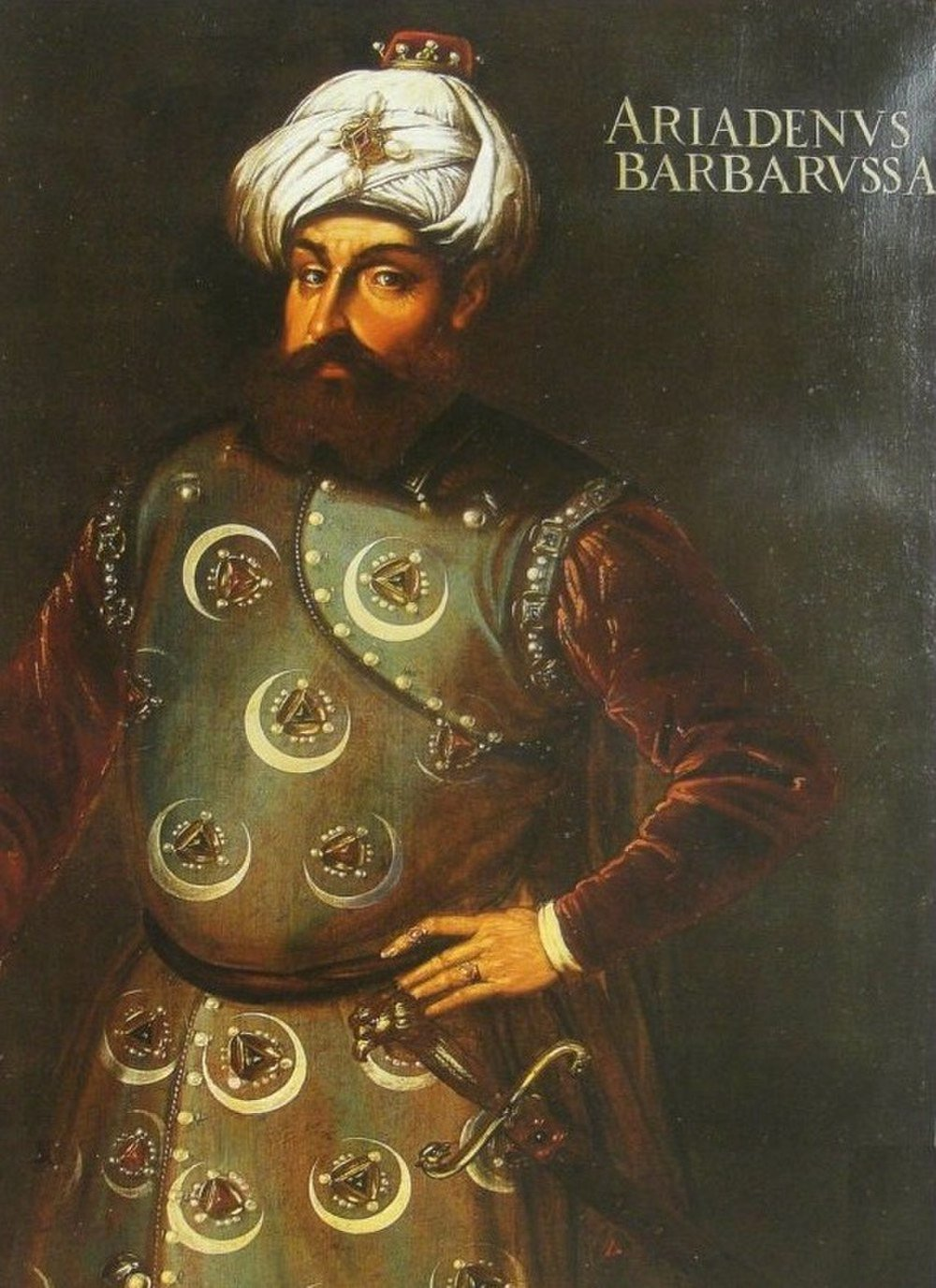
خير الدين بربروس

تم تأسيس الإمبراطورية العثمانية في بداية القرن 14. في بداية القرن 16 بدأت توسيع رقعة أراضيهم من خلال سلسلة من الحروب في أفريقيا.

## مصر
مصر كانت تحت حكم المماليك العسكري الذين كانوا ذوا أصول تركية وشركسية، بالإضافة إلى مصر كانوا يسيطرون إيضاً على سوريا وفلسطين ولبنان والأردن. بعد أن وحد محمد الثاني (الفاتح) معظم الأناضول تحت الحكم العثماني، أصبحت الإمبراطوريتين متجاورتين للغاية إلا من إقطاعيتين للمماليك التركمان. خلال الحرب العثمانية الصفوية قام حرب المماليك (أو بعض تابعيهم) بدعم الفرس، الأمر الذي اتخذه السلطان سليم الأول العثماني ذريعة لشن الحرب على المماليك. أثناء حملة سليم الطويلة إلى مصر في 1516-18, هُزم المماليك هزم ثلاث مرات في مرج دابق وخان يونس في الطريق إلى مصر في الريدانية في مصر (الأولى والثالثة قادها سليم الأول شخصياً والثانية من قبل سنان باشا الخادم). المعركة الثالثة التي سقط فيها سنان باشا كانت الضربة القاضية المماليك. بعد اشتباكات في القاهرة تم القبض على السلطان المملوكي طومان باي وضم سليم كافة الأراضي تحت حكم المماليك مما أدى إلى توسيع رقعة الإمبراطورية العثمانية أكثر من الضعف في عامين فقط.

## الجزائر
عام 1516 قام القرصان التركي خير الدين بربروس بالاستيلاء على مدينة الجزائر من الإمبراطورية الرومانية المقدسة، وعلى الرغم من بداية بربروس وإخوته المستقلة ناشد بارباروس  سليم الحماية بعد موت أخيه الأكبر.
في عام 1532 في عهد سليمان القانوني عُين بربروس أدميرال في البحرية العثمانية وأصبحت الجزائر إيالة عثمانية، ثم بدأ العثمانيون في السيطرة على المناطق النائية أيضاً. في عام 1552 سار الأدميرال صالح ريس عبر الصحراء الكبرى واحتل تقرت.

## تونس
في أوائل القرن 16 كانت تونس تحت حكم الحفصيين ذوي الأصل البربري. على الرغم من سيطرة  بربروس لصالح الإمبراطورية العثمانية عام 1534، إلا أن بحرية الإمبراطورية الرومانية المقدسة استطاعت أخذ المدينة في عهد شارل الخامس بعدها بعام واحد. في عام 1560 هزمت البحرية العثمانية بقيادة بياله باشا أسطولاً ضخماً للبحرية الإمبراطورية الرومانية المقدسة في معركة جربة، وبعد هذه المعركة استولى أولوج علي باشا على المدينة مرة أخرى عام 1569 في عهد سليم الثاني. بعد عامين فُقدت المدينة للمرة الثانية لصالح الإمبراطورية الرومانية المقدسة، وأخيراً في عام 1574، استولت البحرية العثمانية بقيادة الأدميرال سنان باشا على المدينة للمرة الثالثة.

## ليبيا
بعد أن غادر فرسان الإسبتارية جزيرة رودس عام 1522 استقر بعض منهم في طرابلس، أهم مدن ليبيا. وفي عام 1551، استولى الأدميرال درغوث ريس على المدينة  بمساعدة من سنان باشا، كذلك تم الاستيلاء على بنغازي وفزان النائية. بين عامي 1711 و1835 أصبحت ليبيا أصبحت مستقلة تحت حكم السلالة الكارامانية (سلالة أسسها حاكم عسكري من كارامان التركية)، بعد عام 1835 استعاد محمود الثاني السيطرة العثمانية عليها.

## القرن الأفريقي
في عام 1538 أرسل سليمان الأول الأسطول إلى المحيط الهندي. (انظر حملات البحرية العثمانية  في المحيط الهندي) واستمرت الحملات لمدة 30 عاماً، واحتل نائب الأدميرال أوزدمير باشا الضفة الغربية للبحر الأحمر (يقابل الشريط الساحلي الضيق من السودان وإريتريا) عام 1567 في عهد سليم الثاني.

## غرب أفريقيا
كان العثمانيون كثيراً ما يحاولون التدخل في شؤون المغرب فساعدوا عبد الملك السعدي على دخول فاس في 1576، لأخذ زمام السلطة وطرد ابن أخيه المتوكل، وخلال معركة وادي المخازن عام 1578 قاتلوا بحماس بجانب المغرب ضد البرتغال ووفقاً للورد كينروس ازداد التأثير العثماني في تلك الفترة، إلى حين تمكن السلطان أحمد المنصور الذهبي من الحكم.
في 1585 احتل الأميرال العثماني مراد ريس جزيرة لانزاروت في جزر الكناري التي كانت تابعة للإسبان قبالة ساحل أفريقيا الغربي. على الرغم من أنه سرعان ما انسحب، إلا أنه كان حدثاً بارزاً حيث يعتبر الفتح العثماني الوحيد في المحيط الأطلسي.

## الحملة النابليونية على مصر
غزا الجنرال الفرنسي نابليون بونابرت (لاحقاً نابليون الأول) مصر عام 1798، وكان الجيش العثماني الرئيسي حينئذٍ مشغولاً في الجبهات الأوروبية فأصبح المدافع الوحيدعن البلاد هي القوات المحلية التي تم توجيهها في معركة الأهرامات. ومع ذلك لم يتمكن نابليون من المضي قدما أكثر من ذلك لأن أسطوله قد هُزم من قبل البحرية البريطانية، عاد إلى فرنسا عام 1799 أُجلي الجيش الفرنسي عن مصر تماماً بعد معركة الإسكندرية عام 1801.

## فيما بعد
فقدت الدولة العثمانية السيطرة المباشرة على مصر والأراضي الجنوبية خلال عصيانمحمد علي باشا في ثلاثينات القرن 19، على الرغم من أن مصر لم تزل تعتبر ولاية عثمانية إلى أن فقدت السيطرة تماماً عليها لصالح الإمبراطورية البريطانية عام 1882، وبحلول القرن 19 ضعفت أيضاً السيطرة العثمانية على الدول الغربية لمصر ففُقدت الجزائر عام 1830 وتونس عام 1881 لصالح فرنسا. وسقطت ليبيا آخر معاقل العثمانيين في أفريقيا لإيطاليا في نهاية الحرب الإيطالية-التركية في عام 1911.